# Marco Centenio Pénula
Marco Centenio Pénula (latín: Marcus Centenius Penula, †212 a. C.) fue un primer centurión de los triarios que recibió del senado su licencia absoluta tras haber cumplido el máximo tiempo posible en el ejército, distinguido con honores por su valentía (su sobrenombre, Pénula, en latín significa «el osado»).
El senado le encomendó el mando de 8000 hombres en 212 a. C., la mitad de los cuales eran ciudadanos romanos y la otra mitad aliados, ante la recomendación de Publio Cornelio Sila, quien afirmaba que «su conocimiento del enemigo y del terreno le permitiría conseguir grandes ventajas en poco tiempo».
El número de hombres que le fueron asignados por el senado se vio prácticamente doblado gracias a voluntarios, y con esta hueste marchó a Lucania. Ofreció batalla a Aníbal en el río Sele, siendo completamente derrotado.